# Bobenheim-Roxheim

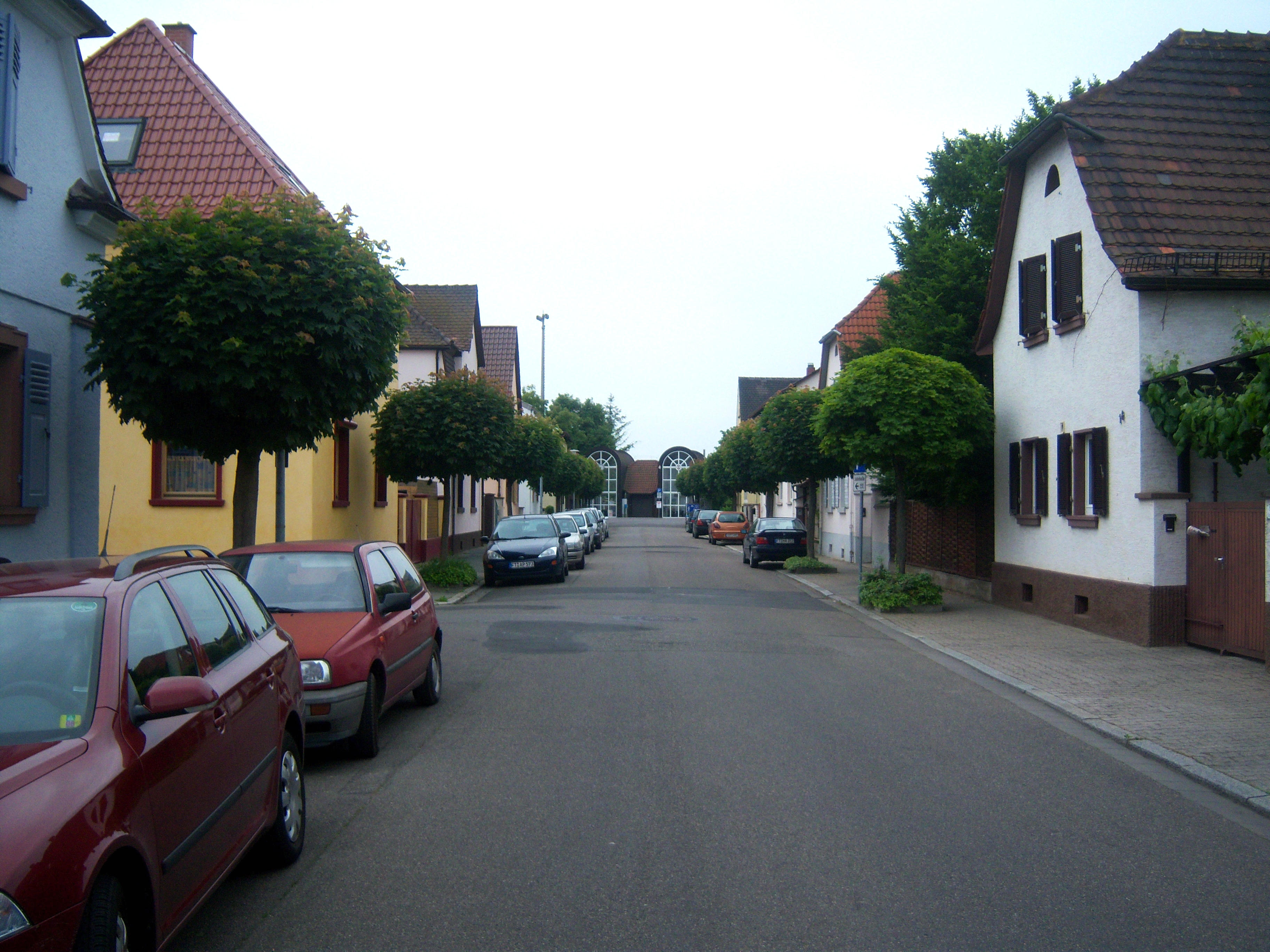
Die Bobenheim-Roxheimer Bahnhofstraße

Bobenheim-Roxheim ist eine verbandsfreie Gemeinde mit mehr als 10.000 Einwohnern im Rhein-Pfalz-Kreis in Rheinland-Pfalz. Die Gemeinde ist gemäß Landesplanung als Grundzentrum ausgewiesen.

## Geographie
Bobenheim-Roxheim liegt in der nördlichen Pfalz zwischen den Städten Worms (etwa drei Kilometer nördlich) und Frankenthal (etwa fünf Kilometer südlich). Unmittelbare Nachbarorte sind der Wormser Stadtteil Weinsheim sowie die Gemeinden Kleinniedesheim und Beindersheim. Auf der gegenüberliegenden Rheinseite grenzt das zum hessischen Landkreis Bergstraße gehörende Lampertheim an Bobenheim-Roxheim.
Die Gemeinde besteht aus den Ortsteilen Bobenheim im Norden und Roxheim im Süden. Zusätzlich umfasst sie die Wohnplätze Am Binnendamm, Nonnenbusch, Nonnenhof und Scharrau.
Der Eckbach und der Eisbach bilden stellenweise die nördliche Gemarkungsgrenze; ersterer fließt mitten durch den Ortsteil Bobenheim. Östlich des Siedlungsgebiets befindet sich außerdem der Silbersee.

## Geschichte
Bobenheim und Roxheim gehörten zum Hochstift Worms. Im 13. Jahrhundert wurden die beiden Dörfer ein Lehen der Herren von Stauf. In der Folge kam es zu einem häufigen Besitzwechsel. Im Jahr 1460 wurde Bobenheim niedergebrannt. 1562 kamen in Roxheim zwei Schiffe mit niederländischen reformierten Flüchtlingen an, die sich in Frankenthal ansiedelten. Die Bewohner lebten überwiegend von der Fischerei und der Landwirtschaft.
Bobenheim gehörte seit dem frühen 16. Jahrhundert als untergeordnete Poststation des Postamts Rheinhausen, zum Niederländischen Postkurs zwischen Innsbruck und Brüssel, der ersten dauerhaft betriebenen Postlinie im Heiligen Römischen Reich. Generalpostmeister Johann Baptista von Taxis († 1541) verlieh mit Erlaubnis und Bestätigung Kaiser Karl V., im Jahre 1540 das Postamt Rheinhausen, mit seinen Filialen Bobenheim bei Worms und Diedelsheim, zur Betreibung und zum Nießbrauch an seine Vettern Seraphin I. von Taxis und Bartholomäus von Taxis.
Im Rahmen der rheinland-pfälzischen Funktional- und Gebietsreform wurden die beiden bis dahin eigenständigen Gemeinden „Bobenheim am Rhein“ (damals 3970 Einwohner) und „Roxheim/Pfalz“ (4971 Einwohner) am 7. Juni 1969 aufgelöst und aus ihnen die verbandsfreie Gemeinde Bobenheim-Roxheim neu gebildet.
Zur Gemeinde gehört ebenso die nordöstlich von Bobenheim gelegene Wüstung Littersheim mit einem bewohnten Großgut, das aus dortigem Besitz des Wormser Klosters Maria Münster entstand und bis heute den Namen Nonnenhof bzw. Littersheimer Hof trägt.
Die einst in Roxheim ansässige jüdische Gemeinde bezog im Jahr 1889 eine Synagoge, die inzwischen nicht mehr existiert. Um das Jahr 1850 wurde ein jüdischer Friedhof angelegt, der bis 1935 genutzt wurde. In Reminiszenz an die während des Dritten Reichs deportierten Juden wurden im Oktober 2015 vor Ort Stolpersteine verlegt.

## Bevölkerung

### Einwohnerstatistik
Die erste Bevölkerungszahl von Bobenheim nennt 120 Einwohner im Jahr 1667. Erst mit dem Wiederaufbau nach dem Pfälzischen Erbfolgekrieg setzte ein stärkeres Bevölkerungswachstum ein, für 1771 werden 300 Personen genannt. Die Aufhebung der Feudalherrschaft ermöglichte nach 1797 den Zuzug von Kleinbauern, Handwerkern und anderen Zuwanderern aus der Umgebung, wodurch die Bevölkerungszahl von 334 im Jahr 1802 auf etwa 700 im Jahr 1840 stieg. Bis zu dieser Zeit wurde die Bebauung des bisherigen Siedlungsgebietes verdichtet, ohne dass sich die Ausdehnung des Ortes änderte. In der zweiten Hälfte des 19. Jahrhunderts wurden dagegen immer neue Straßen angelegt, überwiegend mit Wohnhäusern für Angestellte und Arbeiter, so dass von 850 Einwohnern im Jahr 1870 sich die Bevölkerung 1900 auf 1650 Menschen steigerte. Bobenheim profitierte von der 1853 eröffneten Bahnstrecke Mainz–Ludwigshafen, welche die Ansiedlung von Pendlern nach Worms, Frankenthal und Ludwigshafen begünstigte und zur Steigerung der Einwohnerzahl auf 2664 im Jahr 1939 beitrug. Ab 1937 wurde weiterhin im Nordosten ein Neubaugebiet angelegt, dessen Fläche nach Abschluss der Besiedlung in den 1960er Jahren der Größe des gesamten älteren Orts entspricht.
Roxheim weist eine prinzipiell ähnliche Einwohnerentwicklung auf, nach der ersten Phase des Bevölkerungszuwachses infolge des Wiederaufbaus nach dem Pfälzischen Erbfolgekrieg wurden 1797 etwa 600 Einwohner gezählt. Der Zuzug nach Ende der Feudalherrschaft verdoppelte bis 1840 die Einwohnerzahl auf weit über 1000. Auch in Roxheim wurden in der zweiten Hälfte des 19. Jahrhunderts viele Wohnstätten für Angestellte und Arbeiter der Industriezentren Worms, Frankenthal und Ludwigshafen errichtet, die um 1900 die Bevölkerungszahl auf 1900 ansteigen ließ. Durch ein groß angelegtes Neubaugebiet im Nordwesten stieg die Einwohnerzahl 1960 auf 3582 Personen an.

### Konfessionsstatistik
Mit Stand 30. Juni 2005 waren von den Einwohnern 41,1 % römisch-katholisch, 32,2 % evangelisch, 26,7 % waren konfessionslos oder gehörten einer anderen Glaubensgemeinschaft an. Der Anteil der evangelischen und katholischen Kirchenmitglieder an der Gesamtbevölkerung ist seitdem beträchtlich gesunken. Ende Mai 2025 waren von den Einwohnern 27,3 % katholisch und 22,6 % evangelisch, 50,1 % waren konfessionslos oder gehörten einer anderen Glaubensgemeinschaft an.
Der langfristige Trend seit dem Jahr 2001 zeigt, dass der Anteil der Bevölkerung, der einer anderen oder keiner Konfession oder Religion angehört, kontinuierlich steigt und im Jahr 2016 erstmals größer war als der Anteil der Bevölkerung mit evangelischer oder katholischer Konfession.

### Christentum
Es existieren vor Ort die katholische Pfarrkirche St. Laurentius in Bobenheim (erbaut 1898), die katholische Pfarrkirche St. Maria Magdalena in Roxheim und die Evangelische Kirche Roxheim
Schutzpatron von:
- Bobenheim: St. Laurentius
- Roxheim: St. Maria Magdalena

## Politik
Bei Bundestagswahlen gehört Bobenheim-Roxheim zum Wahlkreis Ludwigshafen/Frankenthal.

### Gemeinderat

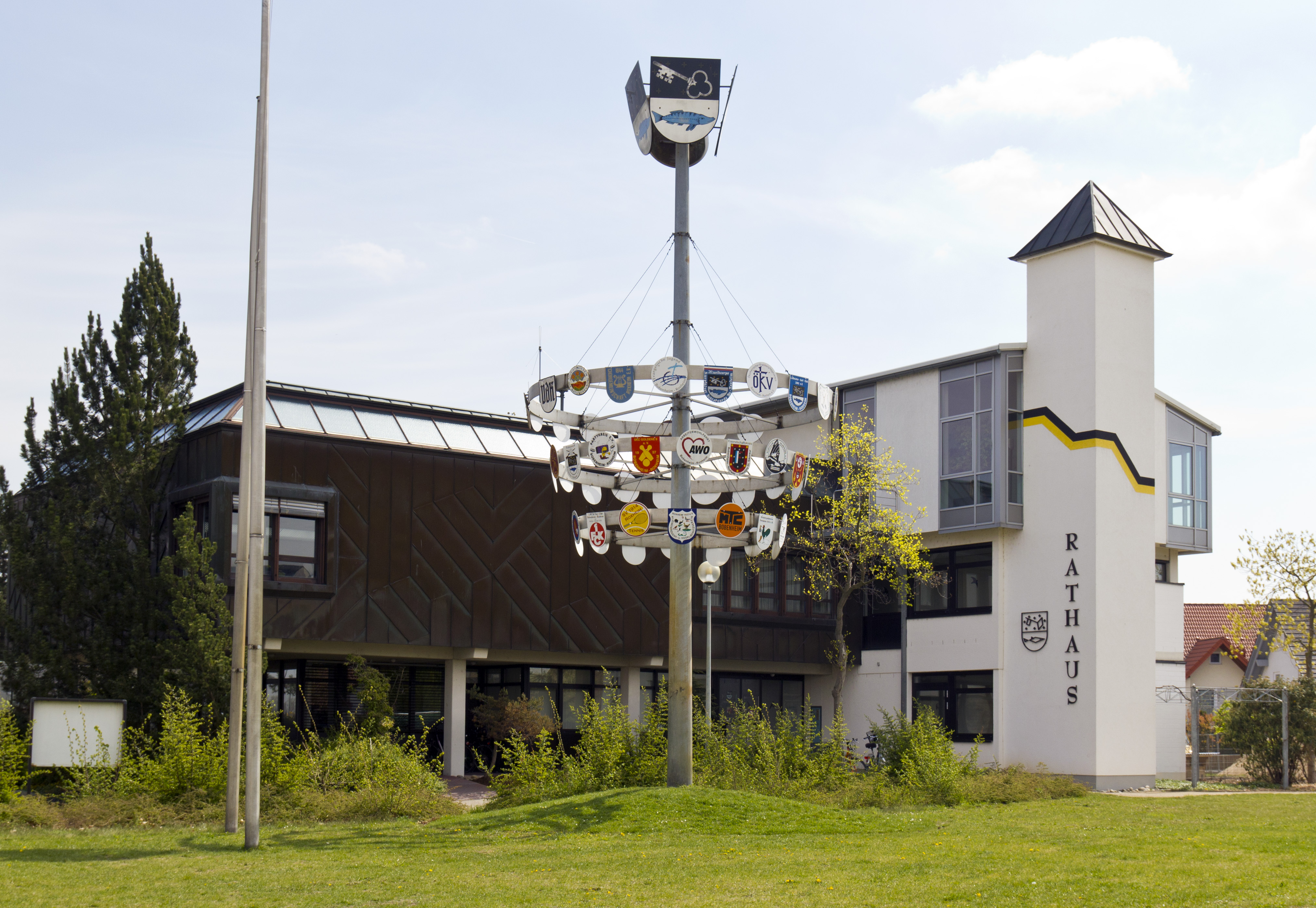
Rathaus

Der Gemeinderat in Bobenheim-Roxheim besteht aus 28 ehrenamtlichen Ratsmitgliedern (in der Wahlperiode 2014–2019 waren es 24 Mitglieder; die vorübergehende Senkung erfolgte nach rheinland-pfälzischem Wahlrecht wegen der zurückgegangenen Einwohnerzahl), die bei der Kommunalwahl am 9. Juni 2024 in einer personalisierten Verhältniswahl gewählt wurden, und dem hauptamtlichen Bürgermeister als Vorsitzendem.
Die Sitzverteilung im Gemeinderat:
| Wahl | SPD | CDU | GRÜNE | FWG | WIR | WGR | Gesamt   |
| ---- | --- | --- | ----- | --- | --- | --- | -------- |
| 2024 | 8   | 11  | 3     | 6   | –   | –   | 28 Sitze |
| 2019 | 9   | 10  | 5     | 4   | –   | –   | 28 Sitze |
| 2014 | 9   | 9   | 2     | 2   | 2   | –   | 24 Sitze |
| 2009 | 7   | 12  | 2     | 3   | 3   | 1   | 28 Sitze |
| 2004 | 7   | 11  | 1     | 4   | 5   | –   | 28 Sitze |

- FWG = Freie Wählergruppe Bobenheim-Roxheim e. V.
- WIR = WIR Bürger Bobenheim-Roxheim

### Bürgermeister
Bürgermeister von Bobenheim-Roxheim ist Michael Georg Müller (SPD). Bei der Stichwahl am 22. September 2013 setzte er sich mit einem Stimmenanteil von 60,1 % durch, nachdem im ersten Wahlgang keiner der ursprünglich vier Bewerber die notwendige Mehrheit erreicht hatte. Müller wurde damit Nachfolger von Manfred Gräf (CDU), der nach 16 Jahren im Amt nicht mehr angetreten war.
Bei der Direktwahl am 26. September 2021 konnte sich keiner der drei Bewerber mit ausreichender Mehrheit durchsetzen. Es kam daher am 10. Oktober zu einer Stichwahl zwischen Amtsinhaber Müller (im ersten Wahlgang 49,8 %) und Christian Reber (CDU, 35,1 %), bei der sich Müller mit 56,8 % durchsetzen konnte.

### Wappen

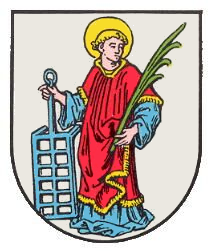
Ehemaliges Wappen von Bobenheim

| Wappen von Bobenheim-Roxheim | Blasonierung: „Im geteilten Schild oben in Schwarz ein mit abwärtsgekehrtem Bart schräg rechts gelegter silberner Schlüssel, beidseits von vier goldenen Kreuzchen begleitet, unten in Silber ein linkshin schwimmender blauer Hecht.“                                                         |
| Wappen von Bobenheim-Roxheim | Wappenbegründung: Die acht Goldenen Sterne (Kreuzchen) stehen für die Dörfer, deren Bewohner sich bei Unruhen in den inneren Ring der Wormser Stadtmauer zurückziehen konnten. Der Schlüssel (Schlüssel Petri) entstammt dem Wappen von Worms. Der Hecht verweist auf den nahegelegenen Rhein. |

Das jetzige Wappen von Bobenheim-Roxheim war einst nur das Wappen der Gemeinde Roxheim/Pfalz. 1974 wurde das Wappen von der Bezirksregierung Rheinhessen-Pfalz für die neugeschaffene Gemeinde unverändert verliehen. Das Wappen von Bobenheim am Rhein, das 1927 vom bayrischen Innenministerium offiziell genehmigt wurde, stellt den heiligen Laurentius mit seinen Attributen Rost und Palmzweig dar. Er ist der Schutzpatron Bobenheims.

### Flagge
Die Flagge wird als Bannerflagge geführt. Sie ist von schwarz und gelb gespalten, darin das Wappen von Bobenheim-Roxheim. Die Flagge wurde 1984 von der Bezirksregierung Rheinhessen-Pfalz verliehen.

### Gemeindepartnerschaften
Mit Chevigny-Saint-Sauveur in Frankreich besteht seit 1980 eine Partnerschaft, mit Jeßnitz in Sachsen-Anhalt seit 1990.

## Kultur und Sehenswürdigkeiten

### Kulturdenkmäler

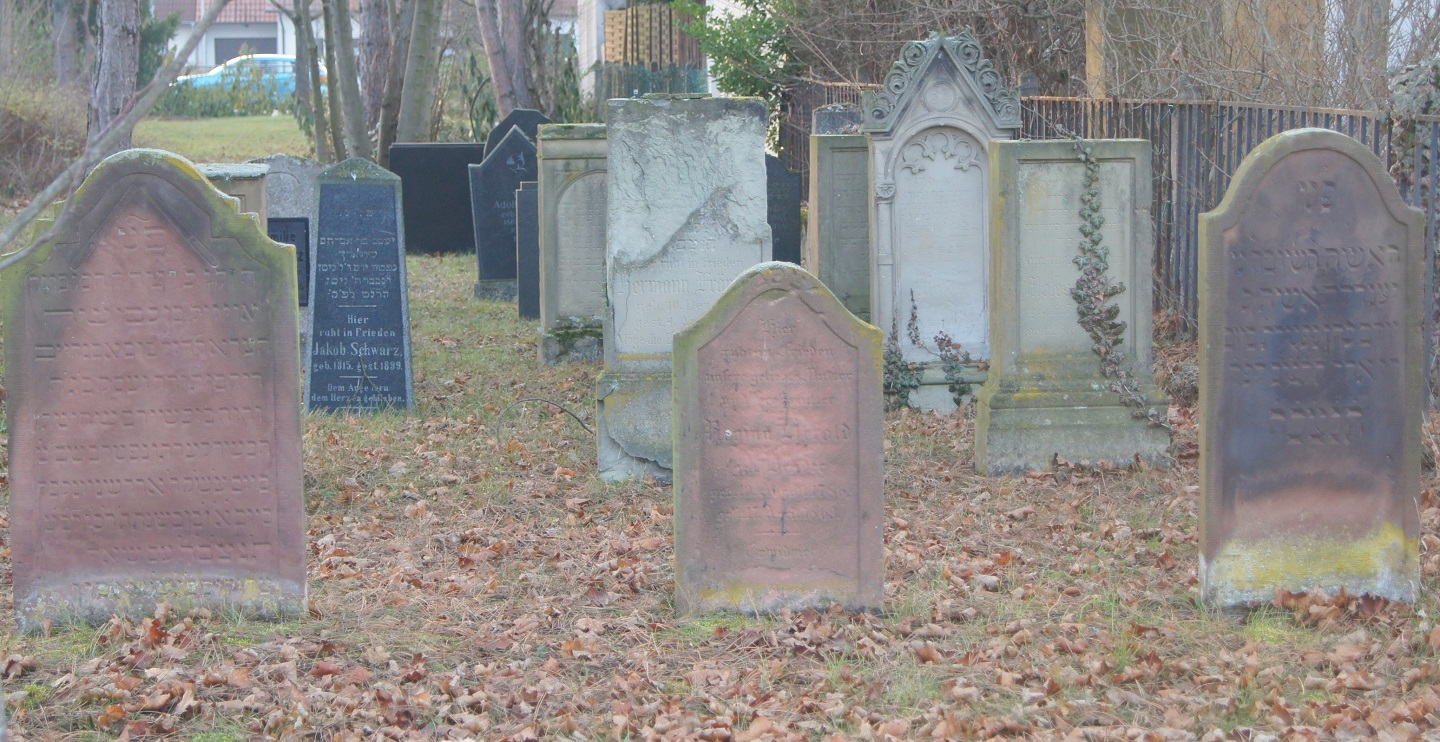
Denkmalgeschützter jüdischer Friedhof

Der jüdische Friedhof ist als Denkmalzone ausgewiesen.
Hinzu kommen insgesamt 14 Einzelobjekte, die unter Denkmalschutz stehen, darunter die katholischen Kirchen St. Laurentius sowie St. Maria Magdalena, die evangelische Kirche und der Nonnenhof.

### Museen
Vor Ort existiert außerdem ein Heimatmuseum. In der Stadt befindet sich das einzige ständige Museum in Deutschland, das Leonardo da Vinci gewidmet ist.

### Natur
Innerhalb des Gemeindegebiets existieren die Naturschutzgebiete Bobenheimer Altrhein, Hinterer Roxheimer Altrhein, Sporen und Vorderer Roxheimer Altrhein-Krumbeeräcker, ebenso das EU-Vogelschutzgebiet Bobenheimer und Roxheimer Altrhein mit Silbersee. Zudem besteht vor Ort mit den 17 Alteichen im Nonnebusch ein Naturdenkmal.

### Vereine, Freizeit- und Sportanlagen
Kultur- und Festhalle, Volksbildungswerk, Konzerte, Ausstellungen, Heimatmuseum, Kinder- und Seniorenveranstaltungen, Altenpflegeheim, Freilichtbühne Im Busch, Saaltheater Hasch Masch, Frei- und Hallensportstätten, Tennisplätze, Minigolf, Vogelpark, Tiergehege, 15 Kinderspielplätze, Jugendzentrum mit Skater-Park, 7 Bolzplätze, Natur- und Landschaftsschutzgebiete, Rad- und Wanderwege, DPSG-Pfadfinderstamm St. Laurentius. Mit dem SV Roxheim existiert zudem ein Sportverein.

### Regelmäßige Veranstaltungen
Roxheimer Gondelfest (1. Juliwochenende) mit Fischerstechen, Kirchweih gemeinsame Kerwe (4. Septemberwochenende) mit sonntäglichem Festumzug, Weihnachtsmarkt (2. Adventswochenende), Veranstaltungen der über 60 örtlichen Vereine

## Wirtschaft und Infrastruktur

### Wirtschaftsstruktur
Der Bobenheim-Roxheim verfügt über ein Gewerbegebiet, in dem sich Verbrauchermärkte und weitere Einkaufsläden angesiedelt haben. Außerdem sind dort Großhandelsfirmen, Industriebetriebe, Autohändler, Werkstätten, Speditionen und Tankstellen beheimatet. Zudem befindet sich in der Gemeinde einer von drei Produktionsstandorten von Frosta. 2008 übernahm die Globus Holding den örtlichen Real-Markt.

### Verkehr

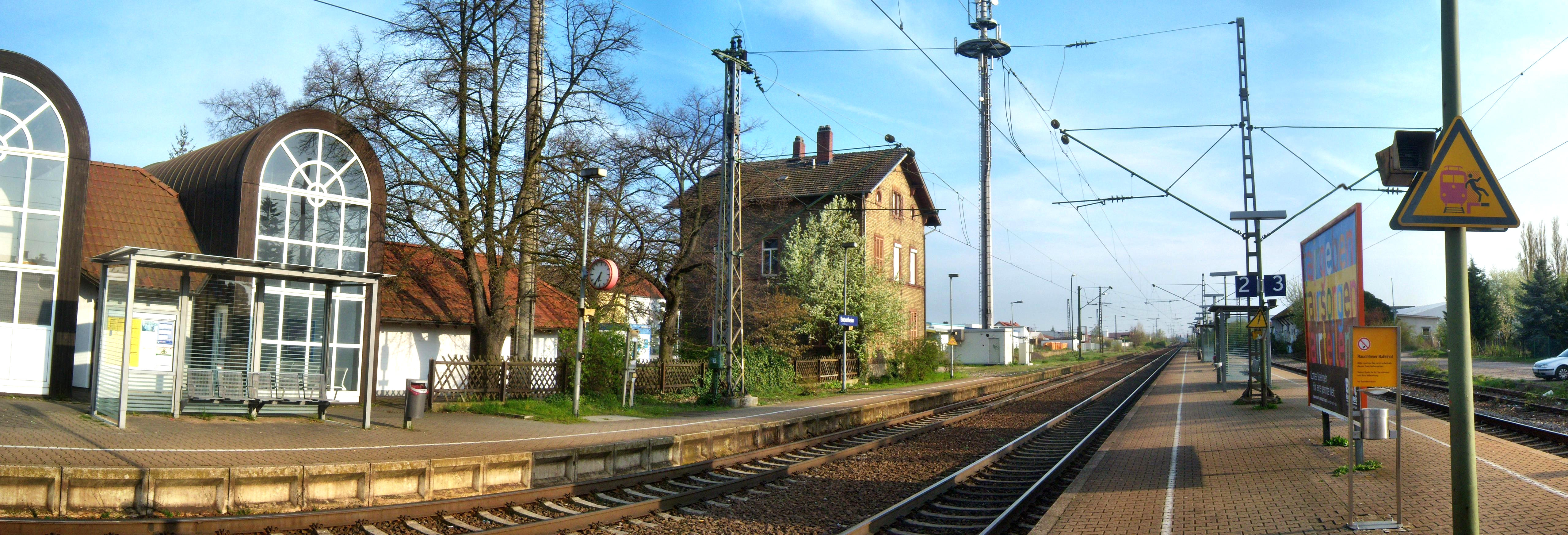
Der Bobenheim-Roxheimer Bahnhof

Durch die verkehrsgünstige Anbindung in der Metropolregion Rhein-Neckar, die nahe gelegenen Anschlüsse an die Bundesautobahn 6 und an die Bundesautobahn 61, den Bahnanschluss an der Bahnstrecke Mainz–Mannheim, Buslinien und ein gut ausgebautes Straßennetz zu den benachbarten Kommunen ist die rund 10.000 Einwohner zählende Gemeinde zu einem Gewerbe- beziehungsweise Industriestandort und zu einer Wohngemeinde geworden.
Nach Modernisierungsmaßnahmen für die Infrastruktur auf der Bahnstrecke Mainz–Mannheim soll der Bahnhof Bobenheim ab Dezember 2021 tagsüber im Halbstundentakt mit S-Bahnen angefahren werden. Vorher wurde der Bahnhof Bobenheim unter anderem in den rheinland-pfälzischen Sommerferien 2014 so ausgebaut, dass jeder Bahnsteig barrierefrei erreichbar und ein niveaugleicher Übergang zwischen Bahnsteig und Zug möglich ist. Behinderte Menschen, die keine ausreichende räumliche Mobilität besitzen, benötigen dennoch eine fahrzeugseitige Einstiegshilfe, etwa durch einen Hublift, eine Rampe oder durch Personal. Vor Ort wird ein sogenannter Bürgerbus angeboten.
Entlang des Rheins befindet sich zudem ein Myriameterstein.

### Gemeindebücherei
Die Gemeindebücherei Bobenheim-Roxheim befindet sich am Kurpfalzplatz in der Ortsmitte und ist eine öffentliche, kulturelle Einrichtung in der Trägerschaft der Gemeinde Bobenheim-Roxheim. Der Medienbestand umfasst ca. 24000 Medien vor Ort für Kinder und Erwachsene, darunter Bücher, Zeitschriften, CDs, DVDs, Tonies, Gesellschafts- und Konsolenspiele. Die Gemeindebücherei ist Mitglied im Verein Metropolcard-Bibliotheken Rhein-Neckar e. V. und erweitert damit ihr Angebot auf digitale Medien. Neben der Onleihe haben die Leserinnen und Lesern Zugang zu PressReader und den Datenbanken Brockhaus und Munzinger Personen und Länder.
In der Gemeindebücherei steht offenes WLAN zur Verfügung. Außerdem können 2 Internet-PCs verwendet werden mit Druckmöglichkeit. Ein Lesecafé lädt mit aktuellen Zeitschriften und der Tageszeitung "Rheinpfalz" lädt zum Verweilen ein.
Die Gemeindebücherei bietet regelmäßig Veranstaltungen an und beteiligt sich jedes Jahr am landesweiten LESESOMMER.

#### Geschichte
Die Gemeindebücherei Bobenheim-Roxheim wurde offiziell im März 1982 mit einem Startbestand von ca. 10000 Medien gegründet, darunter der Altbestand des Protestantischen Pfarramtes Roxheim. Eine auf Privatinitiative beruhende Vorgängerinstitution bestand von 1974 bis 1982. Nach anfänglicher Unterbringung im Rathaus der Gemeinde zog die Gemeindebücherei im Jahr 1995 in neue Räumlichkeiten am Kurpfalzplatz (Pfalzring 39a) um.

### Weitere Bildungseinrichtungen

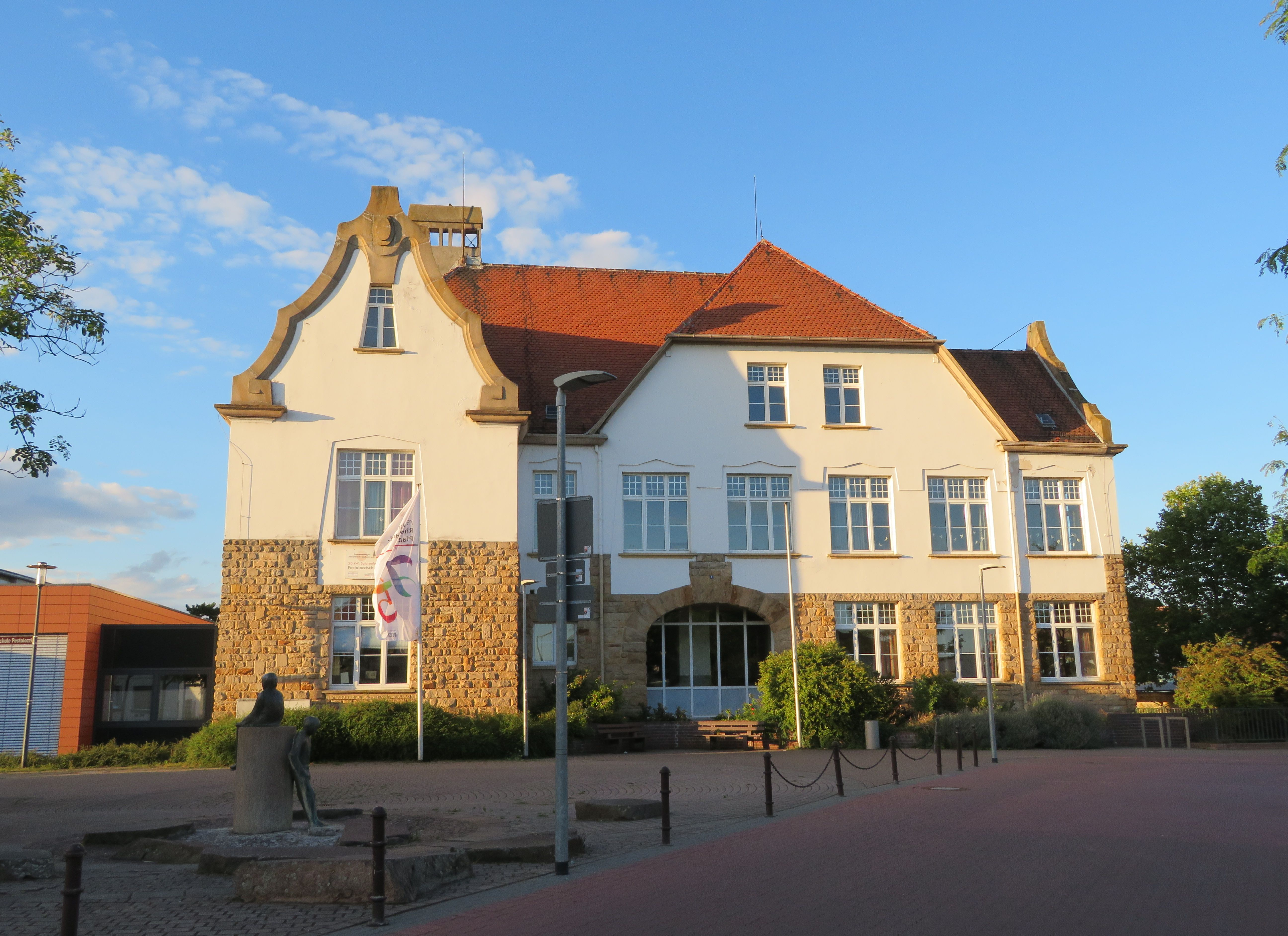
Schule in Bobenheim

Katholische öffentliche Bücherei Bobenheim (St. Antoniusheim, Roxheimer Straße), Katholische öffentliche Bücherei Roxheim, schulische und kulturelle Einrichtungen mit fünf Kindergärten, Grund- und Realschule plus.

### Behörden
Die Gemeinde gehört zum Zuständigkeitsbereich des Amtsgericht Frankenthal (Pfalz).

### Tourismus
Durch die Gemeinde verläuft der Salier-Radweg.

## Persönlichkeiten

### Söhne und Töchter der Gemeinde
- Adolf Merz (1903–1987), Politiker (SPD); war der letzte Bürgermeister von Bobenheim (1960–1969) und Landtagsabgeordneter in Rheinland-Pfalz (1951–1967).
- Wilhelm Prilipp (1909–1989), deutscher Brigadegeneral; geboren auf Gut Scharrau
- Karl Wanger (1930–2000), ehemaliger Fußballspieler; deutscher Fußballmeister mit dem 1. FC Kaiserslautern
- Siegmar Henker (1942–2009), Behindertensportler; gewann mehrere Welt- und Europameistertitel, nahm sechsmal an Paralympischen Spielen teil und holte insgesamt zehnmal Gold, elfmal Silber und viermal Bronze; lebte in Bobenheim-Roxheim.
- Wolfgang Hertinger (* 1950), Polizeibeamter; Präsident des Landeskriminalamts Rheinland-Pfalz (2009–2015)
- Hans Graber (1931–2021), Träger der Verdienstmedaille der Bundesrepublik Deutschland

### Personen, die vor Ort gewirkt haben
Johann Schichtl (1840–1906) Mitglied der bekannten Puppenspielerdynastie  arbeitete von Bobenheim aus im Rheinland
- Ludwig Becker (1855–1940), Architekt; plante 1897 die Pfarrkirche St. Laurentius in Bobenheim.
- Franziskus von Bettinger (1850–1917), Erzbischof von München; 1888–1895 Pfarrer in Roxheim
- Georg Biundo (1892–1988), Ehrenbürger von Roxheim; Historiker; 1946–1953 Pfarrer in Roxheim
- Harald Braner (1943–2022), ehemaliger Fußball-Bundesligaspieler; war beim SC Bobenheim-Roxheim als Spielertrainer tätig.
- Torsten Haß (* 1970), deutscher Bibliothekar und Schriftsteller, leitete 2014 die Gemeindebücherei.
- Theobald Hauck (1902–1980), Bildhauer und Zeichner, schuf 1937 vor Ort ein Kriegerdenkmal
- Ludwig von Heyl zu Herrnsheim (1920–2010), Industrieller; lebte in Bobenheim-Roxheim.
- Marie-Elisabeth Klee (1922–2018), Politikerin (CDU) und Bundestagsabgeordnete; lebte in Bobenheim-Roxheim.
- Jutta Müller (* 1968), Weltmeisterin im Windsurfen; wuchs in Bobenheim-Roxheim auf.
- Georg Schubert (1899–1968), Bildhauer, schuf vor Ort 1958 ein Wegkreuz als Kriegerdenkmal
- Franz-Josef Sehr (* 1951), Feuerwehrmann und Feuerwehrfunktionär, war vor Ort zeitweilig beim Unternehmen Lekkerland tätig
- Albert Friedrich Speer (1863–1947), Architekt; plante 1889 das Schulhaus in Roxheim.